# La Rosa, Jalisco
La Rosa är en ort i Mexiko.   Den ligger i kommunen Cuautitlán de García Barragán och delstaten Jalisco, i den södra delen av landet, 500 km väster om huvudstaden Mexico City. La Rosa ligger 595 meter över havet och antalet invånare är 116.
Terrängen runt La Rosa är huvudsakligen kuperad, men åt nordost är den bergig. La Rosa ligger nere i en dal. Runt La Rosa är det glesbefolkat, med 13 invånare per kvadratkilometer. Närmaste större samhälle är La Resolana, 20,0 km nordväst om La Rosa. I omgivningarna runt La Rosa växer huvudsakligen savannskog.